# Buganda
Buganda er et kongerige i den centrale og sydlige del af Uganda. Befolkningen i Buganda kaldes baganda, også forkortet ganda. Bagandafolket er den største folkegruppe i Uganda og udgør omtrent 16,9% af landets befolkning. Bugandas sprog er, ud over  engelsk, luganda.
Hos gandafolket findes der 53 klaner, som kan inddeles i fire forskellige grupper ud fra hvornår de historisk set flyttede til Buganda. Hver klan har et symbol, et totem, almindeligvis et dyr, fugl, insekt, plante eller lignende. Bugandas konge kaldes kabaka. Siden 1993 er Muwenda Mutebi II kabaka af Buganda.